# Gerardo Lugo
Gerardo Lugo Gómez (ur. 13 marca 1955 w mieście Meksyk) – meksykański piłkarz występujący na pozycji środkowego pomocnika. Jego syn Edgar Lugo również jest piłkarzem.

## Kariera klubowa
Lugo pochodzi ze stołecznego miasta Meksyk i jest wychowankiem tamtejszego klubu Atlante FC, do którego seniorskiej drużyny został włączony jako dziewiętnastolatek. W meksykańskiej Primera División zadebiutował w sezonie 1974/1975, natomiast premierowego gola strzelił 29 lutego 1976 w zremisowanej 1:1 konfrontacji z Uniónem de Curtidores. Niebawem wywalczył sobie pewne miejsce w wyjściowej jedenastce, lecz nie odniósł z Atlante żadnego sukcesu zarówno na arenie krajowej, jak i międzynarodowej. Po upływie czterech lat odszedł do innego klubu ze stolicy, Cruz Azul, gdzie już w pierwszym sezonie, 1978/1979, zdobył tytuł mistrza Meksyku w roli kluczowego zawodnika. Sukces ten powtórzył również rok później, podczas rozgrywek 1979/1980, zaś w sezonie 1980/1981 zanotował tytuł wicemistrzowski. Ogółem w roli podstawowego gracza Cruz Azul spędził osiem sezonów i jest uznawany za jedną z klubowych legend. W połowie 1984 roku podpisał umowę z Club León, gdzie jednak nie potrafił nawiązać do sukcesów odnoszonych z poprzednią ekipą, a karierę piłkarską zakończył w wieku 32 lat, reprezentując barwy swojego macierzystego Atlante FC.

## Kariera reprezentacyjna
W reprezentacji Meksyku Lugo zadebiutował za kadencji selekcjonera José Antonio Roki, 15 lutego 1978 w wygranym 5:1 meczu towarzyskim z Salwadorem, podczas którego zdobył również swoją pierwszą bramkę w kadrze narodowej. W tym samym roku znalazł się w składzie na Mistrzostwa Świata w Argentynie, gdzie rozegrał dwa spotkania w roli rezerwowego; z Tunezją (1:3) oraz RFN (0:6). Jego drużyna narodowa po zanotowaniu kompletu porażek w trzech spotkaniach odpadła z mundialu już w fazie grupowej, a on sam swój bilans reprezentacyjny zamknął ogółem na dziewięciu rozegranych spotkaniach, w których dwukrotnie wpisywał się na listę strzelców.